# Palazzo Tamborino Cezzi
Il Palazzo Tamborino Cezzi è una dimora aristocratica situata nel centro storico di Lecce. 

## Storia
Eretto nella metà del XVI secolo da Giacomo Mele, sorge su un antico frantoio ipogeo successivamente seminterrato; il piano terra ne testimonia lo stile tardo rinascimentale caratterizzato da ampi ambienti con volte a stella decorate con fiori e frutti scolpiti. 

Agli inizi del 1600 il palazzo viene ceduto alla famiglia genovese de’ Giudice, famiglia presente a Lecce fin dal Basso Medioevo; l'immobile viene ingrandito ed abbellito da Cola Maria de’ Giudici al punto di essere citato, dai contemporanei, come “sontuoso palazzo”. 
Forse a seguito di un omicidio accaduto nelle sue stanze, Lucrezia de’ Giudici, moglie di Aurelio Bonvicino, non avendo discendenti diretti, nel 1636 lo donò, con lascito testamentario, ai gesuiti che lo occuparono per circa cinquanta anni. 

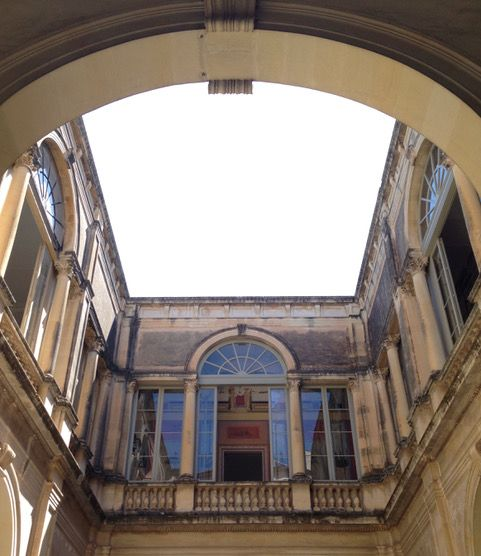
Scorcio dell'interno

Successivamente subentrano per acquisto gli Staybano, famiglia di origini amalfitane, presenti in Terra d'Otranto dalla metà del Cinquecento in qualità di percettori provinciali, che lo venderanno nel 1693 con atto notarile a Isabella della famiglia Capece (celebre famiglia nobile napoletana con molti rami anche in Puglia); figlia di Francesco (barone di Surbo) e di Caterina Paladini, Isabella è moglie di Raimondo Natale, poeta e letterato. 

L'immobile passò quindi in eredità ai Paladini antica casata aristocratica di intellettuali e politici con feudi e residenze in Terra d’Otranto e a Lecce dal ‘400; abiteranno il palazzo dalla prima metà del Settecento fin oltre all’Unità d’Italia. 

Achille Tamborino di Maglie acquistò il palazzo nell’estate del 1879 e ne fece la sua dimora nel capoluogo. Si devono a lui gli interventi di consolidamento e restauro che ne connotano l’attuale fisionomia. 

Ad Achille successe il pronipote Vincenzo Tamborino che completò la ristrutturazione, i restauri e gli arredi.  
I Cezzi sono discendenti dei Tamborino per linea materna. 

## Il palazzo
L’impianto della residenza, nello stile tardo rinascimentale, mostra ancora le antiche scuderie e gi appartamenti del piano terreno, caratterizzati da ampi ambienti con volte a stella decorate con fiori, frutti e mascheroni scolpiti. Il tutto è ben armonizzato con le prospettive architettoniche neoclassiche ottocentesche, con i loro androni a sesto ribassato, l’atrio scoperto con vista galleria, i portici, le colonne e i capitelli, e, in alto, le grandi finestre serliane della galleria; il piano superiore (cui si accede da una scala marmorea) si articola nelle sale di rappresentanza e nell’ala destinata alla privacy della famiglia. 

Al secondo piano si trovano le mansarde, alcune di origine e struttura settecentesca, con vista sui tetti del centro storico. 

Degli interventi di consolidamento disposti da Achille Tamborino a fine ottocento e della rielaborazione eclettico/neoclassico/liberty, si occupano l’ingegnere Antonio Guariglia e l’architetto neomanierista Luigi Morrone. Fra gli artisti dell’epoca che contribuiscono alla ristrutturazione scenografica del palazzo: i fratelli Peluso di Tricase, sono presenti con i mosaici policromi e i lavori in litocemento; il pittore Domenico Battista è autore delle tempere; lo scultore e ceramista Angelo Antonio Paladini arreda l’edificio con le ceramiche e terrecotte (a lui si deve la statua di giovane africana posta sullo snodo della scala che porta al piano nobile), Luigi Guacci vi colloca i suoi bronzi. 

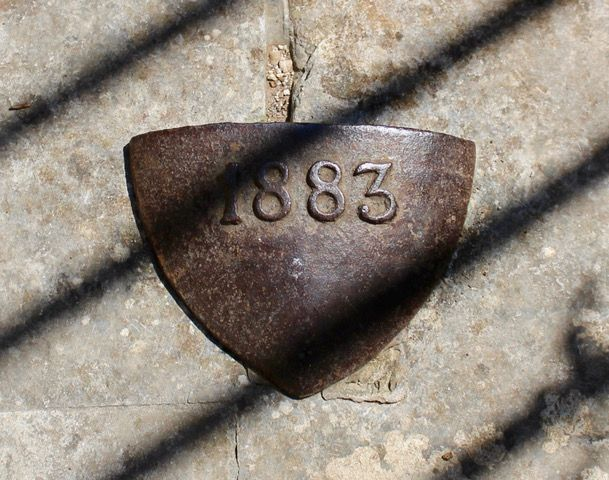
Scudetto in ghisa all'ingresso del giardino

Nei portici del piano terreno si conservano due antiche carrozze di metà ottocento e di fabbricazione francese e napoletana, e un calesse in legno di ciliegio di artigianato salentino.

## Il giardino
Inaugurato nel 1883, il giardino è il tipico giardino salentino di città e, stilisticamente, un po’ rococò, con le sue aiuole e i vialetti di pietre a secco; oasi di verde nel cuore della città, il giardino coniuga i colori e i profumi delle piante e dei fiori con i robusti umori degli ortaggi, e diventa il salotto e la cucina en plein air della famiglia. 

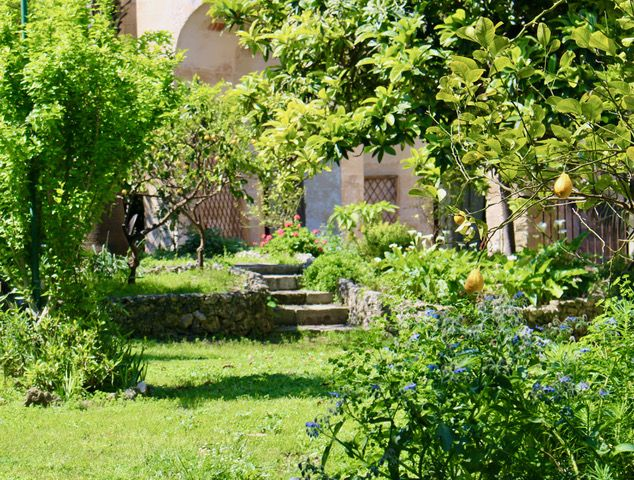
Scorcio del giardino

Vi si accede attraversando gli androni e le scuderie cinquecentesche, fino all’esedra in bugnato con una grande inferriata in ghisa; sul cancello d’ingresso in alto vi è il monogramma di Achille Tamborino. 

Il giardino si presenta leggermente sopraelevato, raccolto in una struttura irregolare e circolare. Un secolare nespolo è circondato da un verde prato; due gigantesche piante si arrampicano sui balconi del primo piano: una thumbergia color glicine e una bougainvillea; entrando nel giardino sia a destra che a sinistra, crescono alcuni alberi di agrumi (limoni, mandarini, lime e aranci); sono presenti anche palme californiane, cipressi, jacarande, nasturzi, calle, acanti, lantane ed essenze mediterranee; non mancano lo stramonio arboreo giallo e arancio, rose rampicanti, iris che invitano al giardino segreto, un angolo più intimo con un'antica fontana, gaggìe e alocasie o muse, il tutto circondato da boschetti di bambù.

## Wunderkammer
Una sala cinquecentesca al primo piano con affaccio sul giardino accoglie, la Wunderkammer, la Stanza delle Meraviglie, un posto magico che conserva oggetti antichi della casa (abiti, biancherie, arredi sacri della cappella di palazzo, ritratti di famiglia, libri e riviste, giornali d'arte, mappe rurali e carte geografiche del Regno delle Due Sicilie). 

## Curiosità
- Il 13 luglio del 1636 il palazzo fu teatro di una tragedia familiare: Beatrice Moccia (figlia unica di Giovanni Simone, signore di Colle d'Anchise, e di Laura Cicala), amica e ospite dell'allora proprietaria della casa Lucrezia de’ Giudici Bonvicino, venne sorpresa dal marito don Fulvio di Costanzo[N 10] (governatore della provincia di Terra d'Otranto) mentre scriveva un biglietto d’amore e uccisa pugnalata a morte; si seppe solo successivamente che il biglietto fu scritto su commissione e che Beatrice morì senza colpa[N 11].
- Alla fine del ‘600, negli anni in cui fu abitato dalla famiglia Capece, e più precisamente da Isabella e dal marito Raimondo Natale, il palazzo probabilmente accolse le riunioni dell'Accademia degli Spioni[24][8].
- Fu casa di patrioti con la famiglia Paladini: i tre fratelli Angel'Antonio, Guglielmo e Pietro furono in prima fila tra i giacobini della Repubblica Partenopea del 1799[25].
- Nel 1889 il presidente del consiglio Francesco Crispi, durante la visita a Lecce del re Umberto I e del principe ereditario Vittorio Emanuele presenti in città per l'inaugurazione di un monumento a Vittorio Emanuele II e del convitto delle Marcelline, fu ospite a cena nel palazzo, invitato dal senatore Achille Tamborino e da sua moglie la duchessa Maria Luisa Frisari[26].
- Il regista Ferzan Özpetek ha scelto il palazzo Tamborino Cezzi come location per le riprese del film: Mine vaganti, girato nel 2009 nell'ala disabitata dell'edificio[27] e per le riprese di Allacciate le cinture, film girato nel 2013 in cui il palazzo è la residenza principale della protagonista[28].
- Molte riprese di film e serie televisive sono state girate nelle sale del palazzo, fra queste ricordiamo: Azzurro con Paolo Villaggio (2000), Il giudice Mastrangelo (fiction 2005), Hermano (2007), Mogli a pezzi (fiction 2008), e svariate rassegne ed eventi[29].

### Annotazioni
1. ↑  L'immobile è citato in un atto notarile del 1563[1].
2. ↑  Giacomo Mele: «proveniente da un'antica famiglia che possedeva dimore anche in altri quartieri della città, e le cui case qui, presso Porta San Biagio giustificavano il toponimo di  Isola dello Melo»[2].
3. ↑  L’Archivio Notarile di Napoli usa l’espressione de’ Giudici, anche chiamata dello Giudice nelle Cronache di Lecce[3],o delli Giudici, popolarmente Giudici, vedi Toponomastica di Lecce.
4. ↑  Dal testamento di Lucrezia de’ Giudice ai Gesuiti: «…constava in un palazzo et una casa grande nuova con altri edifici vecchi, giardino, cantina, magazzini, stalle, pozzi, cisterne e fosse per vettovaglie»[6].
5. ↑  Nell'atto di acquisto di Isabella Capece del 1693 la casa viene indicata come Palazzo Delli Giudici e specifica che lo stesso abbisognava di interventi di consolidamento delle fondamenta e delle murature. L’immobile viene poi descritto alquanto dettagliatamente: nella parte inferiore un supportico, due cantine, due camere da letto a destra e a sinistra altre quattro, la cui uscita è nella strada degli Aromatari, in cui si aprono delle fosse per vettovaglie; vi sono poi un giardino, la stalla e la pagliera, e poi ancora due camerini, uno nel cortile e l’altro all’inizio della scala; un mignano circonda il cortile «Nella parte superiore dell’edificio vi sono, a destra, una sala e una loggia coperta e altre camere, mentre a sinistra vi sono tre camere con un’alcova e una cucina con tutti i suoi membri»[7].
6. ↑  Raimondo Natale, marito di Isabella Capece fu presidente della locale Accademia degli Spioni o Speculatori a cavallo fra il 600 e il 700: era uso incontrarsi per le riunioni nelle case del presidente[8].
7. ↑  «Ramificata famiglia di feudatari, giurisperiti, amministratori pubblici, uomini politici e patrioti»[9].
8. ↑  Dall‘Ottocento fino al 1935 questa famiglia (composta da quattro fratelli, Antonio, Ippazio Luigi, Michele e Giuseppe) avviò un'impresa floridissima, dapprima artigianale per raggiungere infine dimensioni industriali (davano lavoro a 300 operai). I fratelli maggiori restaurarono nel 1875 il mosaico della Cattedrale di Otranto; il più piccolo, Giuseppe, brevettò nel 1904 la tecnica del litocemento armato e, nel 1913, fu nominato Cavaliere del lavoro[15]. A loro si deve la realizzazione del mosaico pavimentale della Galleria di Piazza Duomo a Milano e interventi su chiese e palazzi nel Salento[16].
9. ↑   Luigi Guacci, scultore e cartapestaio, realizza svariate opere in bronzo, marmo e gesso, divenendo uno degli artisti più richiesti dai ricchi borghesi e aristocratici del Salento, da alti prelati, gerarchi fascisti, ministri ed esponenti di casa Savoia a cavallo fra l’800 ed il '900. Apre il primo stabilimento per la lavorazione della cartapesta diventando famoso in tutto il mondo non solo per le statue sacre ma anche per bambole infrangibili in cartapesta con occhi in pasta vitrea[17].
10. ↑  Anche citato come appartenente alla famiglia (di) Somma[19].
11. ↑  Sono due le versioni sulla destinazione del biglietto, la narrativa leccese, legata a fatti acquisiti sul posto, che viene a noi con le Cronache di Lecce e confermata dal Nobili Napoletani[20] e la narrativa napoletana legata probabilmente al processo e al riepilogo delle indagini che viene riportata da Francesco Capecelatro in Degli Annali della città di Napoli[21]. Nella versione leccese riportata nei Nobili napoletani (oggi anche on line[5]) si legge: «Si narra che nella notte del 26 luglio nelle stanze dell’attuale palazzo Tamborino a Lecce, dove risiedeva il principe Fulvio, figlio di Francesco e Isabella Sanseverino, e la moglie, riecheggiano le grida della nobildonna, uccisa nel 1636, dal consorte, per via di bigliettini amorosi, che ella, cuore gentile, scriveva per conto di Laura Troilo, analfabeta (…), per Andrea suo diletto amato». Nella versione del Capecelatro[21][22], confermata anche da Successi tragici et amorosi[23], la lettera scritta da Beatrice era rivolta alla madre, alla quale, dopo averle confidato i suoi sospetti circa il tradimento del marito con una giovanetta loro ospite in casa, le rivelava la propria intenzione di allontanarla dalla città.

### Fonti
1. ↑  Fernando Cezzi - Palazzo Tamborino Cezzi, pp. 15-16.
2. ↑  Fernando Cezzi - Palazzo Tamborino Cezzi, p. 16.
3. ↑  Alessandro Laporta - Cronache di Lecce, p. 35.
4. ↑  Fernando Cezzi - Palazzo Tamborino Cezzi, p. 17.
5. 1 2   Famiglia Moccia - Nobili Napoletani, su nobili-napoletani.it, 18.02.2004. URL consultato il 25 gennaio 2021.
6. ↑  Fernando Cezzi - Palazzo Tamborino Cezzi, p. 23.
7. ↑  Fernando Cezzi - Palazzo Tamborino Cezzi, pp. 23-24.
8. 1 2  Fernando Cezzi - Palazzo Tamborino Cezzi, pp. 29-30.
9. ↑  Fernando Cezzi - Palazzo Tamborino Cezzi, p. 18.
10. 1 2 3  Fernando Cezzi - Palazzo Tamborino Cezzi, p. 19.
11. ↑  Fernando Cezzi - Palazzo Tamborino Cezzi, p. 26.
12. 1 2 3   Catalogo, in Archivio famiglia Cezzi, Lecce, 2019.
13. ↑  Fernando Cezzi - Palazzo Tamborino Cezzi, p. 25.
14. ↑  Fernando Cezzi - Palazzo Tamborino Cezzi, pp. 26-27.
15. ↑   Denitto, Paladini, Alle origini dell'imprenditoria moderna nel Salento, Lecce, Università del Salento, 2021.
16. ↑   Le tessere di pietra, vetro e luce duemila anni di mosaici in Puglia, su ricerca.repubblica.it, 18.02.2004. URL consultato il 20 gennaio 2021.
17. ↑   Luigi Guacci in Biografia "Valerio Terragno", su treccani.it. URL consultato il 25 gennaio 2021.
18. 1 2  Fernando Cezzi - Palazzo Tamborino Cezzi, pp. 40-41-42.
19. ↑   Nobili napoletani-famiglia Somma, su nobili-napoletani.it. URL consultato il 20 gennaio 2021.
20. ↑  Fernando Cezzi - Problematici amori, pp. 15-16.
21. 1 2  Francesco Capecelatro - Degli Annali della città di Napoli, p. 67.
22. ↑   Degli Annali della città di Napoli, su books.google.it. URL consultato il 20 gennaio 2021.
23. ↑  Silvio et Ascanio Corona - Successi tragici et amorosi, pp.
24. ↑   L’Accademia degli Spioni o accademia degli speculatori fu fondata a Lecce da Angiolo Manieri nel 1683, su treccani.it. URL consultato il 20 gennaio 2021.
25. ↑  Fernando Cezzi - Palazzo Tamborino Cezzi, p. 31.
26. ↑  Fernando Cezzi - Palazzo Tamborino Cezzi, p. 35.
27. ↑   Il Salento di Ozpetek. Luce, barocco e cibo, su vincenzosantoro.it. URL consultato il 16 gennaio 2021 (archiviato dall'url originale il 29 settembre 2011).
28. ↑   Salento coast to coast con Ozpetek: da “Mine vaganti” ad “Allacciate le cinture”, su viaggidafilm.it. URL consultato il 16 gennaio 2021.
29. ↑   Palazzo Tamborino Cezzi, su rossopompeiano.com. URL consultato il 16 gennaio 2021.